# Liste der National Historic Landmarks in Minnesota
Diese vollständige Liste der National Historic Landmarks in Minnesota nennt National Historic Landmarks in Minnesota, die unter Aufsicht des National Park Service stehen. Die aufgeführten Objekte, Distrikte, Bauwerke oder ähnliche Strukturen sind von wesentlicher nationaler Bedeutung. Der Bundesstaat Minnesota verfügt über 25 solcher Landmarken, die das Vermächtnis der Indianer Nordamerikas sowie von industrieller Revolution, Holzindustrie, Bergbau, Militärgeschichte, Gesellschaft und Politik in diesem Staat zeigen.

## National Historic Landmarks
|    | Name der Landmarke                                 | Bild | Jahr | Ort                                                   | County          | Beschreibung |
| -- | -------------------------------------------------- | --- | ---- | ----------------------------------------------------- | --------------- | --- |
| 1  | Christ Church Lutheran                             | Christ Church Lutheran | 2009 | Minneapolis                                           | Hennepin        | Die Christ Church Lutheran in Minneapolis ist von nationaler Bedeutung, weil sie eines der am meisten anerkannten Werke von Eliel Saarinen ist. Saarinen war einer der führenden Architekten der Moderne und eine treibende Kraft bei der Planung solcher Kirchenbauwerke in den Vereinigten Staaten. Sein Sohn Eero Saarinen plante den 1962 hinzugefügten Anbau und vollendete somit das planerische Gesamtkonzept seines Vaters. |
| 2  | F. Scott Fitzgerald House                          | F. Scott Fitzgerald house | 1971 | Saint Paul 44° 56′ 29″ N, 93° 7′ 29″ W                | Ramsey          | Francis Scott Fitzgerald (1896–1940) schrieb mehrere Geschichten und seinen ersten Roman Diesseits vom Paradies in dem viktorianischen Reihenhaus in der Summit Avenue in Saint Paul. Die Romane Die Schönen und Verdammten und Der große Gatsby folgten schnell. |
| 3  | Grand Mound                                        | | 2011 | International Falls                                   | Koochiching     | |
| 4  | Fort Snelling                                      | A view of the grounds of Fort Snelling taken from the round tower                                                                                                 | 1960 | Minneapolis 44° 53′ 34″ N, 93° 10′ 50″ W              | Hennepin        | Fort Snelling, ursprünglich als Fort St. Anthony bekannt, ist eine frühere militärische Festung an der Mündung des Minnesota Rivers in den Mississippi River in Hennepin County. Es ist Teil der Mississippi National River and Recreation Area. |
| 5  | James J. Hill House                                | James J. Hill House | 1961 | Saint Paul 44° 56′ 42,4″ N, 93° 6′ 31,7″ W            | Ramsey          | Das James J. Hill House in Saint Paul wurde durch den Eisenbahnmagnaten James J. Hill erbaut. Das Haus wurde 1891 fertiggestellt und befindet sich am östlichen Ende der Summit Avenue, in der Nähe der Cathedral of Saint Paul. Mit einer Wohnfläche von 3344 Quadratmetern ist das Haus der größte Wohnsitz des Bundesstaates. |
| 6  | Hull-Rust-Mahoning Open Pit Iron Mine              | Ein Bergarbeiter posiert am Rande des Tagebaus. Die Grube ist knapp fünf Kilometer lang und über 3,5 Kilometer breit und erreicht eine Tiefe von etwa 165 Metern. | 1966 | Hibbing 47° 27′ 0″ N, 92° 57′ 0″ W                    | St. Louis       | Die Hull-Rust-Mahoning Mine in Hibbing ist der größte Eisenerztagebau in der Welt. Die Grube liegt in der Mesabi Range und lieferte in der Zeit ihrer Spitzenproduktion während des Ersten und Zweiten Weltkrieges ein Viertel des kompletten in den Vereinigten Staaten abgebauten Eisenerzes. Das Gebiet innerhalb der Bergkette wurde 1893–1894 erkundet, kurz nachdem die Mountain Iron Mine 1892 gegründet wurde. Anfänglich wurde das Bergwerk mit Schachtanlagen betrieben, später aber aufgrund der weichen, flachen Deckschichten in einen Tagebau umgewandelt. Viele kleinere offene Gruben in dem Gebiet wuchsen bald zu einer großen Grube zusammen und die Verschmelzung einzelner Unternehmen führt 1901 zur Gründung von US Steel. Das Wachstum des Abbaus hatte auch seine Auswirkungen auf die Stadt Hibbing, die deswegen umgesiedelt wurde. |
| 7  | Kathio Historic District                           | Die Grabhügel am südwestlichen Ufer des Mille Shore Lacs. | 1964 | Vineland 46° 9′ 49″ N, 93° 45′ 27″ W                  | Mille Lacs      | Der Distrikt erhält Siedlungsspuren und Grabhügelgruppen, die vermutlich aus der Zeit zwischen 3000 v. Chr. und etwa 1750 stammen und die indianische Kultur de Sioux und die Beziehungen zwischen ihnen und den Ojibwe verdeutlichen. Der Park enthält 19 identifizierte archäologische Ausgrabungsstellen und ist damit eine der bedeutendsten archäologischen Sammlungen Minnesotas. Die frühesten Fundstellen datieren aus archaischer Zeit und zeigen Hinweise auf die Produktion von Kupferwerkzeugen. Die Sioux lebten ungefähr bis ins 18. Jahrhundert in der Gegend, als viele Siouxgruppen südwärts in die Prärien und Flussgebiete des südlichen Minnesota zogen. Zur gleichen Zeit wanderten die Ojibwe-Indianer vom Osten heran. Die mündliche Überlieferung der Ojibwe berichtet davon, dass diese erfolgreich mit den Sioux um die Kontrolle des Gebietes kämpften, dafür wurden jedoch keine archäologischen Beweise gefunden. Zur Zeit des ersten Kontaktes in den 1850er-Jahren kamen Holzfäller in die Gegend. Während der nächsten fünfzig Jahre wurden große Mengen Bäume gefällt und die Stämme über den Rum River oder über den Mille Lacs Lake zu den Sägemühlen geflößt. |
| 8  | Oliver H. Kelley Homestead                         | Kelley Farm | 1966 | Elk River 45° 18′ 49″ N, 93° 34′ 53″ W                | Sherburne       | Die Oliver H. Kelley Homestead ist die Stätte einer historischen Farm, die einmal Oliver Hudson Kelley gehörte, einem der Gründer des Order of Patrons of Husbandry. Die Farm wird durch die Minnesota Historical Society als Freilichtmuseum bewirtschaftet. Oliver Kelley zog 1849 nach Minnesota, in dem Jahr, in welchem das Minnesota-Gebiet gebildet wurde. Obwohl er wenig über die Landwirtschaft wusste, brachte er sich das Farmwesen aufgrund von landwirtschaftlichen Veröffentlichungen und Briefwechsel mit anderen wissenschaftlich orientierten Farmern selbst bei. Er wurde ein Experte des Farmertums in Minnesota und fand heraus, wie man sich gegen schlechtes Wetter, Schulden, Insektenplagen und Ernteausfälle wappnet, die die Existenz eines Farmers gefährden können. |
| 9  | Frank B. Kellogg House                             | Frank B. Kellogg House | 1976 | Saint Paul 44° 56′ 14,1″ N, 93° 7′ 35,8″ W            | Ramsey          | Von 1889 bis zu seinem Tod 1937 war das Haus der Wohnsitz des Rechtsanwalts, Senators und Diplomaten Frank B. Kellogg (1856–1937). Dieser hatte 1928 als Secretary of State (1925–29) den Briand-Kellogg-Pakt ausgehandelt, wofür er den Friedensnobelpreis erhielt und die amerikanische Außenpolitik vom Interventionismus abgewandt wurde. |
| 10 | Sinclair Lewis Boyhood Home                        | Das Haus, in dem Sinclair Lewis aufwuchs. | 1968 | Sauk Centre 45° 44′ 13,7″ N, 94° 57′ 25,1″ W          | Stearns         | In Sauk Centre wohnte zwischen 1885 und 1902 Sinclair Lewis (1885–1951), der erste US-amerikanische Literaturnobelpreisträger (1930). Sein Roman Main street (1920) basierte teilweise auf seinen Eindrücken, die er in der Stadt gesammelt hatte. NRHP 68000027 |
| 11 | Charles A. Lindbergh House and Park                | Charles A. Lindberghs Wohnhaus während seiner Kindheit | 1970 | Little Falls 45° 57′ 26,8″ N, 94° 23′ 23,2″ W         | Morrison        | Der Park war einst die Farm des Kongressabgeordneten Charles August Lindbergh und seines Sohnes Charles Lindbergh, dem bekannten Flieger. Ihr Haus, das 1906 renoviert wurde, und zwei andere Farmgebäude liegen innerhalb der Grenzen des Parks. Das Haus und ein dazugehörendes Museum werden durch Minnesota Historical Society der Öffentlichkeit zugänglich gemacht. Drei Gebäude und drei weitere Bauwerke, die durch die Works Progress Administration während der 1930er-Jahre errichtet wurden, sind in das National Register of Historic Places eingeschrieben. Dazu gehören ein Wasserturm und eine Picnicstätte, die aus örtlich vorkommenden Steinen und Holzstämmen errichtet sind und seitdem wenig verändert wurden. |
| 12 | Mountain Iron Mine                                 | Vollgelaufene Grube. | 1968 | Mountain Iron                                         | St. Louis       | Das Bergwerk wurde 1890 entdeckt und 1892 wurde erstmals Eisenerz abgebaut. Die Produktion der Mine führt zur Erkenntnis, dass die Mesabi Range über die größte Lagerstätten von Eisenerz weltweit verfügte und machte damit die Bergwerksindustrie Minnesotas zum vorrangigen Lieferanten von Eisenerz in den Vereinigten Staaten. NRHP 68000052 |
| 13 | National Farmer’s Bank of Owatonna                 | National Farmer's Bank of Owatonna | 1976 | Owatonna 44° 5′ 6,4″ N, 93° 13′ 32,7″ W               | Steele          | Die National Farmers' Bank in Owatonna, Minnesota ist ein Bankgebäude, das von Louis Sullivan entworfen wurde und dekorative Elemente von George Elmslie enthält. Es wurde 1908 erbaut und war das erste sogenannte „jewel box“ Sullivans. Das Gebäude ist aus roten Ziegelsteinen gemauert und weist grüne glasierte Terra-Cotta-Bänder, sowie zwei große Bögen auf. Zur Inneneinrichtung gehören ein Bleiglasfenster, das von Louis J. Millet entworfen wurde, ein Wandgemälde von Oskar Gross und ein gusseiserner Lüster von William Winslow. |
| 14 | Peavey-Haglin Experimental Concrete Grain Elevator | Der Peavey-Haglin-Silo. Das aufgemalte Warenzeichen Nordic Ware wirbt für den derzeitigen Besitzer des Bauwerks.                                                  | 1978 | St. Louis Park 44° 56′ 33″ N, 93° 20′ 43″ W           | Hennepin        | Der Peavey-Haglin Experimental Concrete Grain Elevator wurde von 1899 bis 1900 erbaut und war der erste aus Beton errichtete runde Weizensilo in den Vereinigten Staaten. Er ist bemerkenswert, weil er die Eignung von Beton zum Bau von Weizensilos bewies. Frühere Silos waren aus Holz errichtet und damit teuer und anfällig für Brände. Das Bauwerk steht neben der Strecke der Minneapolis and St. Louis Railway. |
| 15 | Pillsbury A Mill                                   | Die Pillsbury A Mill im Jahr 2006 | 1966 | Minneapolis 44° 59′ 2,2″ N, 93° 15′ 9,6″ W            | Hennepin        | Die Pillsbury A Mill, die an den Saint-Anthony-Fällen des Mississippi Rivers in Minneapolis liegt, war für mehr als vier Jahrzehnte die größte Getreidemühle der Welt. Sie wurde 1881 fertiggestellt und war im Besitz von Pillsbury. Ihre zwei direktgetriebenen Wasserräder waren die leistungsfähigsten, die je konstruiert wurden. Jedes von ihnen erzeugte eine Leistung von 1200 Pferdestärken (895 kW). Die Mühle steht noch am Ostufer des Flusses, hat aber ihren Betrieb 2003 eingestellt. |
| 16 | Plummer Building                                   | Plummer Building | 1969 | Rochester 44° 1′ 18″ N, 92° 27′ 56″ W                 | Olmsted         | Das Plummer Building ist ein architektonisch bedeutender Teil der Mayo Clinic. Es wurde ursprünglich als 1929 building bezeichnet, aber dann nach dem Chefarchitekt und Mitbegründer der Mayo Clinic, Henry Stanley Plummer, umbenannt. Vom Zeitpunkt seiner Errichtung im Jahre 1929 bis zur Vollendung des naheliegenden Gonda Buildings im Jahre 2001 war das Gebäude das höchste Bauwerk in Rochester. |
| 17 | Rabideau CCC Camp                                  | | 2006 | Chippewa National Forest 47° 38′ 24″ N, 94° 32′ 55″ W | Beltrami        | Das Rabideau CCC Camp war ein Lager des Civilian Conservation Corps im Chippewa National Forest im nördlichen Minnesota. Das Camp wurde 1935 als ein Projekt im Rahmen von Franklin D. Roosevelts New Deal gegründet und war eines von 2650 innerhalb der Vereinigten Staaten. Es beherbergte etwa 300 Männer zwischen 17 und 21 Jahren. Wie die meisten anderen CCC-Lager war auch das Rabideau Camp dazu bestimmt, den aufgrund der Weltwirtschaftskrise arbeitslos Gewordenen eine Arbeitsstelle zu gewähren. Die Lagerbewohner stammten meist aus dem Norden des Bundesstaates und arbeiteten an Projekten innerhalb des Chippewa National Forests, etwa beim Bau von Straßen und anderen Einrichtungen, der Vermessung, dem Schutz des Wildes, sowie anderen Forstaktivitäten. |
| 18 | O. E. Rolvaag House                                | Wohnhaus von Ole Edvart Rølvaag zwischen 1912 und 1931. | 1969 | Northfield 44° 27′ 47,5″ N, 93° 10′ 20″ W             | Rice            | Von 1912 bis zu seinem Tod war dies der Wohnsitz von Ole Edvart Rølvaag (1876–1931), einem norwegischen Einwanderer und dem ersten US-amerikanischen Autor, der genaue Beschreibungen der psychologischen Auswirkungen des Pionierlebens an der Farmergrenze fertigte. Seine berühmte Trilogie – Giants in the Earth (1927), Peder Victorious (1928) und Their Father's God (1931) – sind herausragend in der Literatur Minnesotas als ausgereifteste und eindringlichste Beurteilung der Zugeständnisse, die die Einwanderer machen mussten, um ihren Frieden und Wohlstand im Mittelwesten zu finden. NRHP 69000078 |
| 19 | St. Croix Recreational Demonstration Area          | St. Croix State Park | 1997 | Hinckley 46° 0′ 41″ N, 92° 56′ 40″ W                  | Pine            | Das Land in dem Gebiet wurde zwischen der Mitte des 19. Jahrhunderts und etwa 1915 für die Forstwirtschaft genutzt. Als diese Ära vorüber war, zog das Land die Farmer an, aber der Boden war nicht genügend ertragreich, um ein Auskommen zu ermöglichen. Im Jahre 1934 wurden 18.000 Acre (etwa 73 km²) Farmland aufgekauft und im folgenden Jahr das St. Croix Recreational Demonstration Area eröffnet. Unter der Leitung des National Park Service, der Works Progress Administration und des Civilian Conservation Corps wurden Camps, Straßen und Campingplätze errichtet. Das Gebiet wurde 1943 zum St. Croix State Park. Viele der Bauwerke in dem Park sind im National Register of Historic Places eingeschrieben und der vollständige Bezirk wurde 1997 zur National Historic Landmark erhoben. |
| 20 | St. Croix Boom Site                                | Eine Treppe führt das Steilufer hinunter an die Boom Site am St. Croix River                                                                                      | 1966 | Stillwater 45° 4′ 40,8″ N, 92° 47′ 52,8″ W            | Washington      | Die St. Croix Boom Site befindet sich am St. Croix River oberhalb von Stillwater. Dabei handelt es sich um eine Einrichtung, die 1856 nach dem Untergang der ursprünglichen St. Croix Boom Company von Holzfällerbaronen aus Stillwater gegründet wurde, einschließlich Isaac Staples. Diese hatte etwas weiter flussaufwärts operiert, in der Nähe von Marine on St. Croix. Staples und andere kauften die Boom Company und verlegten sie etwas weiter stromabwärts. Das geschlagene Holz wurde mit dem Brandzeichen des einschlagenden Unternehmens versehen und dann den Fluss hinabgeflößt, zum Ausleger (boom) hin, wo die Stämme nach den Brandzeichen sortiert und an die Sägewerke in Stillwater geliefert wurden. |
| 21 | Soudan Iron Mine                                   | Schachtanlage #8, die noch in Betrieb ist. | 1966 | Tower 47° 51′ 28,5″ N, 92° 17′ 58,6″ W                | St. Louis       | Die Soudan Underground Mine ist das älteste, tiefste und ehemals erzreichste Bergwerk für Eisenerz in Minnesota und heute Heimat des Soudan Underground Laboratory. Im Ausgang des 19. Jahrhunderts hatten die Goldsucher im Norden Minnesotas außerordentlich reichhaltige Adern Hämatit gefunden, deren Eisengehalt oft mehr als 65 % betrug. Eine offene Grube wurde 1882 in Betrieb genommen und aus Sicherheitsgründen zur Jahrhundertwende in ein Bergwerk umgewandelt. Von 1901 bis zum Ende des aktiven Abbaues 1962 gehörte die Soudan Mine der zur United States Steel Corporation gehörenden Firma Oliver Iron Mining. Im Jahre 1912 war der Hauptschacht bis in eine Tiefe von 381 m vorgetrieben und im Jahre der Schließung befand sich Level 27 713,5 m unter der Oberfläche. US Steel schenkte das Bergwerk dem Staat Minnesota zu Bildungszwecken. |
| 22 | Split Rock Light Station                           | | 2011 | Beaver Bay                                            | St. Louis       | |
| 23 | Thorstein Veblen Farmstead                         | Farmhaus, in dem Thorstein Veblen in seiner Jugend lebte. | 1981 | Nerstrand                                             | Rice            | Thorstein B. Veblen (1857–1929), Wirtschafts- und Sozialwissenschaftler und Kritiker der US-amerikanischen Kultur, lebte auf dieser Farm in seiner Jugend und kehrte als Erwachsener häufig zurück. Veblen wurde streng landwirtschaftlich aufgezogen und galt als einer der kreativsten und originellsten Vordenker der Vereinigten Staaten. NRHP 75001024 |
| 24 | Andrew John Volstead House                         | Wohnhaus Andrew Volsteads von 1894 bis 1930. | 1974 | Granite Falls 44° 48′ 33,9″ N, 95° 32′ 24,1″ W        | Yellow Medicine | Von 1894 bis 1930 war dies das Haus von Andrew Volstead (1860–1947), des Mannes, der die Prohibition in Gang gesetzt hatte. Volstead war von 1903 bis 1923 Mitglied des Repräsentantenhauses und entwarf 1919 den National Prohibition Enforcement Act, der als Volstead Act bekannt wurde. NRHP 74001046 |
| 25 | Washburn A Mill                                    | Die Washburn A Mill im Jahr 2006, heute das Mill City Museum | 1983 | Minneapolis 44° 58′ 44″ N, 93° 15′ 25″ W              | Hennepin        | Der Komplex der Washburn A Mill war die zweitgrößte Getreidemühle in Minneapolis. Die ursprüngliche Mühle war 1874 durch Cadwallader C. Washburn errichtet worden, wurde aber durch eine Explosion 1878 zerstört. Die Mühle wurde später wieder aufgebaut und für fast fünf Jahrzehnte war die Washburn A Mill die fortschrittlichste und größte Mühle weltweit. Sie ist inzwischen geschlossen und dient heute unter dem Namen Mill City Museum als ein historisches Museum der Mühlenindustrie. |

## Weitere Schutzgebiete des National Park Systems in Minnesota
National Historic Sites, National Historic Parks, National Memorials und einige andere Gebiete sind historische Landmarken nationaler Bedeutung, die oftmals bereits vor dem Beginn des National-Historic-Landmark-Programmes im Jahr 1960 geschützt wurden und meist nicht automatisch als NHL gelistet werden. In Minnesota gibt es zwei solcher Schutzgebiete, die als National Monument geführt werden.
|   | Name des Monuments              | Bild             | Jahr            | Ort                                       | County    | Beschreibung |
| - | ------------------------------- | ---------------- | --------------- | ----------------------------------------- | --------- | --- |
| 1 | Grand Portage National Monument | Grand Hall       | 27. Januar 1960 | Grand Portage 47° 57′ 44″ N, 89° 41′ 5″ W | Cook      | Das Grand Portage National Monument befindet sich in den borealen Nadelwäldern am Nordufer des Oberen Sees im Nordosten von Minnesota und ist ein lebendiges Zentrum des Pelzhandels und des Vermächtnisses der Anishinabe (Ojibwe). |
| 2 | Pipestone National Monument     | Pipestone Quarry | 25. August 1937 | Pipestone 44° 0′ 48″ N, 96° 19′ 31″ W     | Pipestone | Das Pipestone National Monument ist eine traditionelle Catlinit-Grube direkt nördlich von Pipestone. Dieser Ton wurde und wird für die Herstellung von Friedenspfeifen verwendet und ist lebensnotwendig für die Kultur der traditionellen Prärieindianer. Die Gruben sind den Dakota-Sioux (Lakota) heilig und waren neutrales Gebiet, wo alle Stämme Ton für die zeremoniellen Pfeifen gewinnen konnten. |